# Froschschnabelliest
Der Froschschnabelliest (Dacelo rex) ist ein Vertreter der Unterfamilie Halcyoninae der Eisvögel. Er kommt ausschließlich auf Neuguinea und einigen vorgelagerten Inseln vor.
Die Bestandssituation dieser Art wird von der IUCN mit ungefährdet (least concern) eingestuft.

## Merkmale
Der Froschschnabelliest ist ein ca. 33 cm großer Eisvogel mit einem mächtigen kurzen und breiten Schnabel. Die Männchen sind oberseits dunkelbraun mit einer dunkelbraunen Kopf-Platte, die scharf vom orangefarbenen Hals abgesetzt ist. Die Stirn ist blasser und rötlich gefärbt, hinter den Nasenlöchern mit orangen Federspitzen. Vom Auge zum Ohr zieht sich ein schmaler aber gut sichtbarer oranger Streifen. Kinn und Kehle sind weiß, die Unterseite orange bis kastanienbraun, der Schwanz meist dunkel blau-braun.

## Verbreitung
Froschschnabellieste sind lückenhaft über Neuguinea verbreitet. Sie besiedeln Höhenlagen von 0–2.700 m NN. Sie sind hauptsächlich im Hügel- und Bergland anzutreffen, lokal auch im Flachland in der Umgebung der Hügel. Sie leben im Waldesinneren.

## Systematik
Die Art wurde 1880 durch den britischen Ornithologen Richard Bowdler Sharpe erstmals beschrieben und dabei in die gleichzeitig eingeführte monotypische Gattung Clytoceyx gestellt, in die er bis 2017 als einzige Art der Gattung verblieb. Eine im November 2017 veröffentlichte phylogenetische Untersuchung zeigte jedoch, dass der Froschschnabelliest als Schwesterart des Aruliest (Dacelo tyro) innerhalb der Gattung der Jägerlieste (Dacelo) steht. Clytoceyx ist seitdem ein Synonym von Dacelo.

## Verhalten
Zur Nahrung der Froschschnabellieste ist wenig bekannt; sie scheint aus größeren Regenwürmern zu bestehen, es gibt auch Hinweise auf Insekten und ihre Larven, Schlangen, Eidechsen und Schnecken. Die Tiere fressen am Boden in der Nähe der Stützwurzeln großer Bäume; dabei kann eine Fläche von 20 × 30 cm komplett bis in 8 cm Tiefe umgewühlt werden.
Zu Nestern und Brut ist fast nichts bekannt. Ein auf einem Markt nahe Wau gefundener Nestling wurde als einer von zweien aus einer Baumhöhle bezeichnet.